# La bambina della Sesta Luna (romanzo)
La bambina della Sesta Luna è un romanzo per ragazzi della scrittrice veneziana Moony Witcher, primo volume della serie La bambina della Sesta Luna pubblicato il 31 gennaio 2002.

## Trama
Nina De Nobili ha dieci anni e vive a Madrid con le prozie Andora e Carmen, mentre i genitori Vera e Giacomo lavorano al Ferk, il centro ricerche di Mosca sulla vita extraterrestre. Nina, però, non è una bambina come tutte le altre: sul palmo della mano destra, infatti, ha una piccola voglia rossa a forma di stella a cinque punte, segno che ha ereditato dal nonno materno Misha poteri magici e capacità alchemiche. Nina passa così le sue giornate studiando a casa con il professor José non solo le normali materie scolastiche, ma anche l'alchimia e le proprietà dei vari elementi.
Un giorno, Nina riceve dal nonno una lettera in cui le chiede di raggiungerlo urgentemente e in segreto a Villa Espasia, la residenza veneziana dove vive; poche ore prima della partenza della bambina, però, Misha muore a causa di un infarto. Arrivata a Venezia per i funerali del nonno, Nina scopre non solo di aver ereditato Villa Espasia e il suo laboratorio alchemico, ma anche che dietro la morte di Misha c'è il conte Karkon Ca' d'Oro, un alchimista e mago malvagio che vuole conquistare Xorax, la Sesta Luna. Da sempre i Maghi Buoni come il nonno di Nina aiutano gli abitanti di Xorax a respingere il Male tramite la magia e l'alchimia, e possiedono uno scettro magico, il Taldom Lux, del quale Karkon si vuole impossessare a tutti i costi.
Non solo, Karkon possiede una spada malefica: il Pandemon Mortalis, che è una spada a forma di parallelepipedo che può fare danni anche mortali con l'elettricità creata proprio dalla spada.
Per aprire la botola d'ingresso all'Acqueo Profundis, il laboratorio sottomarino che si trova nel canale della Giudecca, Nina dovrà tenere il Pandemon per dieci secondi. Entra quindi nel Palazzo di Karkon, travestita da orfana molto brutta. Visciolo, un aiutante di Karkon la accoglie con una certa sgarbatezza. Karkon sarà poi dopo bruciato dal grande pentolone bollente che Nina gli lancia.
Riuscita a entrare nell'Acqueo Profundis, Nina raggiunge la Sesta Luna. Qui, oltre a scoprire che il nonno è ancora vivo su Xorax sotto forma di energia pulsante, apprende da Eterea, la Grande Madre Alchimista, qual è il compito che deve portare a termine: la Sesta Luna, per vivere, ha bisogno dei pensieri creativi dei bambini, che però si sono spenti perché Karkon ha sigillato i Quattro Arcani (fuoco, aria, terra e acqua). La bambina deve quindi tornare dai popoli antichi del passato e risvegliare il Pensiero della Vita, liberando poi gli Arcani uno alla volta. Per compiere la sua missione, Nina riceve lo Jambir, un medaglione che permette di viaggiare indietro nel tempo.
Mentre la bambina, insieme agli amici Cesco, Roxy, Fiore e Dodo, cerca un modo per andare nel passato, a Villa Espasia arriva Andora, che ruba lo Jambir e si rivela essere uno degli androidi creati da Karkon. Nina riesce a distruggerla, ma Karkon entra in possesso delle conoscenze necessarie per clonare il medaglione. Poco dopo, i cinque bambini partono per il passato, finendo sull'Isola di Pasqua, dove sbloccano le moai, che possono così trasmettere i pensieri dei bambini a Xorax; tornati a Venezia con la parola necessaria per rompere la prigionia del Primo Arcano, entrano di nascosto a palazzo Ca' d'Oro e liberano Atanor, il fuoco perenne che racchiude l'Anima Forte dell'Universo Magico. La bacchetta di vetro che lo rappresenta viene inoltre assorbita dal Taldom Lux, che diventa più potente.
Una volta a casa, Max 10-p1, l'androide buono che vive nell'Acqueo Profundis, informa Nina di aver scoperto, tramite i microchip del clone, che la vera Andora è viva ed è rinchiusa in una torre a Toledo; la donna viene così salvata e ricomincia a vivere una vita normale a Madrid con la sorella. Tornata a Villa Espasia, la bambina viene a sapere che il Leone Alato di San Marco, nella cui gola è custodito il Calice di Rocca che controlla le maree, è sparito, rapito da Karkon che ne vuole fare una sua creatura. Nina riporta la statua al suo posto, ma sospetta che il mago sia riuscito nel suo intento.

## Edizioni
- Moony Witcher, La bambina della Sesta Luna, Giunti Editore, 2002, ISBN 88-09-02717-5.
- Moony Witcher, Nina. La bambina della Sesta Luna - Tutta la storia, Giunti Editore, 2005, ISBN 978-88-09-04740-2.
- Moony Witcher, La bambina della Sesta Luna, edizione economica, Giunti Editore, 2006, ISBN 978-88-09-05360-1.
- Moony Witcher, Nina. La ricerca degli Arcani – Tutta la storia, Giunti Editore, 2014, ISBN 978-88-09-79413-9.
- Moony Witcher, Nina - La bambina della Sesta Luna, Giunti Editore, 2014, ISBN 978-88-09-79178-7.